# Терраш-ди-Бору
Те́рраш-ди-Бо́ру (порт. Terras de Bouro, ['tɛʁɐʃ dɨ 'bo(ou)ɾu]) — посёлок городского типа в Португалии, центр одноимённого муниципалитета в составе округа Брага. Находится в составе крупной городской агломерации Большое Минью. По старому административному делению входил в провинцию Минью. Входит в экономико-статистический субрегион Каваду, который входит в Северный регион. Численность населения — 0,8 тыс. жителей (посёлок), 8,3 тыс. жителей (муниципалитет). Занимает площадь 276,17 км².
Праздник посёлка — 14 октября.

## Расположение
Поселок расположен в 21 км на северо-восток от адм. центра округа города Брага.
Муниципалитет граничит:
- на севере — муниципалитет Понти-да-Барка, Испания
- на востоке — муниципалитет Монталегри
- на юге — муниципалитет Виейра-ду-Минью
- на юго-западе — муниципалитет Амариш
- на западе — муниципалитет Вила-Верди

## История
Посёлок основан в 1514 году.

## Население
| Численность населения муниципалитета по годам | Численность населения муниципалитета по годам | Численность населения муниципалитета по годам | Численность населения муниципалитета по годам | Численность населения муниципалитета по годам | Численность населения муниципалитета по годам | Численность населения муниципалитета по годам | Численность населения муниципалитета по годам | Численность населения муниципалитета по годам |
| --------------------------------------------- | --------------------------------------------- | --------------------------------------------- | --------------------------------------------- | --------------------------------------------- | --------------------------------------------- | --------------------------------------------- | --------------------------------------------- | --------------------------------------------- |
| 1801                                          | 1849                                          | 1900                                          | 1930                                          | 1960                                          | 1981                                          | 1991                                          | 2001                                          | 2004                                          |
| 4091                                          | 5615                                          | 8436                                          | 10 206                                        | 11 762                                        | 10 131                                        | 9406                                          | 8350                                          | 7955                                          |

## Состав муниципалитета (приходы)
| - Баланса - Бруфе - Кампу-ду-Жереш - Карвальейра - Шамоин - Шоренсе - Сибойнш - Ковиде - Гондориш | - Моймента - Монте - Рибейра - Риу-Калду - Соту - Валдозенде - Вилар - Вилар-да-Вейга |